# San Jerónimo Tecuanipan
San Jerónimo Tecuanipan es una localidad del estado mexicano de Puebla. Es cabecera del municipio de San Jerónimo Tecuanipan.

## Demografía
| Censo | Población |
| ----- | --------- |
| 1900  | 861       |
| 1910  | 980       |
| 1921  | 941       |
| 1930  | 1010      |
| 1940  | 1300      |
| 1950  | 1358      |
| 1960  | 1334      |
| 1970  | 1555      |
| 1980  | 1677      |
| 1990  | 1825      |
| 1995  | 1957      |
| 2000  | 2085      |
| 2005  | 2088      |
| 2010  | 2179      |
| 2020  | 2545      |